# Kraljevski tavernik
Kraljevski tavernik bila je visoka čast u Ugarsko-hrvatskom kraljevstvu, koja je nastavila postojati i u doba Habsburške Monarhije. 
Funkcija kraljevskog tavernika postojala je još od doba Arpadovića. Ispočetka je tavernik imao i financijsku i sudsku vlast. Upravljao je kraljevskim prihodima (porezi, carine, solane, kovanje i mijenjanje novca, kraljeva regalna prava itd.) i istodobno u kraljevo ime vršio nadzor nad upravom slobodnih kraljevskih gradova u Ugarskoj i Hrvatskoj te bio vrhovna sudska instancija za najvažnije među tim gradovima. To su bili t.zv. tavernikalni gradovi (među njima i Zagreb). U doba Anžuvinaca u 14. stoljeću financijske ovlasti tavernika preuzeo je ugarsko-hrvatski kraljevski rizničar (kad je njegova funkcija 1528. ukinuta, te je ovlasti preuzela Dvorska komora). Tavernik je ostao nadležan za slobodne kraljevske gradove.
Sudska praksa koju je on u tom svojstvu pridržavao bila je poznata pod imenom tavernikalno pravo, a sud se zvao tavernikalni sud. Članovi toga suda bili su uz tavernika, koji mu je predsjedavao, vicetavernik, tavernikalni protonator i izaslanici tavernikalnih gradova. Svaki slobodni kraljevski tavernikalni grad slao je dvojicu ili trojicu izaslanika, koji su se razumjeli u pravo, za prisebnike tavernikalnog suda. Tavernik je također vršio nadzor i kontrolirao samoupravu slobodnih kraljevskih gradova, čuvao njihovu slobodu i štitio ih od pretenzija i napadaja velikaša. 

## Vanjske poveznice
- Arh. vjesn. god. 40(1997) str. 179-198 Teodora Shek Brnardić: Tavernik, tavernikalni sud i tavernikalno pravo